# Körbchensammler
Die Körbchensammler oder corbiculaten Bienen sind eine Verwandtschaftsgruppe (ein Taxon) innerhalb der Unterfamilie Apinae der „echten Bienen“ (Familie Apidae). Bei den Körbchensammlern handelt es sich um die wirtschaftlich, kulturell und historisch wichtigste Bienengruppe. Alle honigliefernden Bienenarten gehören zu den Körbchensammlern.
Herausragendes Merkmal der Körbchensammler ist eine Reihe steifer, langer Haare auf der Kante der Hintertibia, die zusammen mit einem glatten Bereich der Tibia das Körbchen (wissenschaftlicher Name: Corbicula), eine Vorrichtung zum Sammeln von Pollen, ergibt. Corbiculae an den Tibien kommen nur bei einer anderen Gruppe der Bienen vor, gut ausgebildet nur bei der Art Canephorula apiformis, Tribus Eucerini. Diese verkleben allerdings den gesammelten Pollen nicht, sondern sammeln trockenen, losen Pollen. Alle anderen pollensammelnden Bienen haben andere Sammeleinrichtungen evolviert.
Arten aus allen Gruppen der corbiculaten Bienen, mit Ausnahme der Hummeln, nutzen das Körbchen auch, um Harze zu sammeln, die oft zum Nestbau verwendet werden.
Die corbiculaten Bienen umfassen die meisten höher entwickelten eusozialen Bienenarten mit fortgeschrittener Kastendifferenzierung, die Honigbienen und die stachellosen Bienen. Die Hummeln und einige Prachtbienen sind ebenfalls eusozial, aber mit einfacher strukturierten Völkern. Unter den Prachtbienen gibt es daneben auch solitäre Arten.

## Phylogenie
Die Taxonomie der Gruppe ist durch mehrere wechselnde Ansichten geprägt worden. In der traditionellen Auffassung, die bis in die 1980er Jahre vertreten wurde, bildeten die hier zusammengefassten Arten die Familie Apidae. Spätere Forschungen ergaben, dass dieser zahlreiche weitere, meist solitär lebende, Gruppen zugeordnet werden mussten, so dass ihre Zusammengehörigkeit fraglich erschien. Jüngere Studien, ab etwa 2010, lieferten wieder klare Argumente für eine Monophylie der Gruppe. Eine Arbeit von 2014 liefert Argumente für das Schwestergruppenverhältnis der corbiculaten Bienen: Demnach sind am nächsten verwandt zwei Bienengattungen (Centris und Epicharis), die den gesammelten Pollen nicht mit Nektar, sondern mit mitgesammelten, aus Drüsen abgeschiedenen Pflanzenölen verkleben.
Die corbiculaten Bienen umfassen nach heutiger Kenntnis (Stand: 2014) ca. 890 Arten in folgenden Gruppen:
- Tribus Apini mit der einzigen Gattung Apis (Honigbienen)
- Tribus Bombini mit der einzigen Gattung Bombus (Hummeln)
- Tribus Meliponini, Stachellose Bienen, ca. 450 Arten
- Tribus Euglossini, Prachtbienen, 187 Arten.